# Imidapril
Imidapril é um medicamento do tipo IECA, inibidor da enzima conversora da angiotensina. É utilizado no tratamento de hipertensão arterial.